# Karl Dannemann
Karl Dannemann est un acteur de cinéma et un peintre allemand, né le 22 mars 1896 à Brême et mort le 4 mai 1945 à Werder.

## Biographie
Karl Dannemann est le dernier-né d'une famille de sept enfants, mais n'a que quelques mois lorsque son père, aubergiste, meurt. Il dessine dès l'enfance. Sa mère le fait entrer en apprentissage chez un peintre, puis il apprend la décoration de théâtre au théâtre de Brême, tout en suivant des cours à l'école des arts décoratifs de la ville. Il est appelé sous les drapeaux en 1916 et revient du front russe au printemps 1918. Il épouse à Brême en 1920 Erna Margarete Noeren (née le 17 octobre 1892).
Peu après son mariage, il s'installe à Berlin, où il devient l'assistant de Max Slevogt. Il peint pendant ces années-là certaines de ses œuvres les plus marquantes. Vers 1930, il commence une carrière d'acteur de cinéma. Il joue dans une cinquantaine de films. Ceux-ci n'avaient le droit d'être tournés qu'après avoir reçu la licence du département cinématographique du ministère de la Propagande et certains reflètent des thèmes de l'idéologie de l'époque.
Il écrit en 1941 le scénario du film Irgendwo in weitern Land, inspiré de L'Ours, nouvelle d'Anton Tchekhov et en dirige la mise en scène. Le film ne paraît pas. Sa première sortie a lieu en 2008 dans le cadre de l'exposition Karl Dannemann de la Kunsthalle de Brême.
Il est dispensé du service actif pendant la Seconde Guerre mondiale et figure sur la Gottbegnadeten-Liste. Il se suicide à l'arrivée des troupes soviétiques, à l'âge de quarante-neuf ans, pour éviter les camps. Sa veuve meurt sans enfant en 1975 à Babelsberg dans une maison de retraite.

## Filmographie succincte
- 1934 : Volldampf voraus !, de Carl Froelich
- 1934 : Schwarzer Jäger Johanna ou Der Spion des Kaisers, de Johannes Meyer (Volkert Ummen)
- 1935 : Les Piliers de la société (Stützen der Gesellschaft), de Douglas Sirk (Aune)
- 1935 : Le Haut Commandement (Der höhere Befehl) de Gerhard Lamprecht
- 1936 : Moskau - Shanghai  ou Der Weg nach Shanghai, de Paul Wegener (Grischa)
- 1939 : Alarm auf Station, de Philipp Lothar Mayring
- 1940 : Achtung! Feind hört mit! , d'Arthur Maria Rabenalt (Portloff)
- 1940 : Das Lied der Wüste, de Paul Martin
- 1940 : Stern von Rio (en France: Étoile de Rio), de Karl Anton
- 1941 : Mein Leben für Irland, de Max W. Kimmich (Richard Sullivan)
- 1941 : Ich klage an, de Wolfgang Liebeneiner
- 1941 : Carl Peters, d'Herbert Selpin (Karl Jühlke)
- 1941 : Irgendwo in weitern Land, scénario et mise en scène de lui-même d'après Anton Tchekhov
- 1942 : L'Implacable Destin (Der große Schatten) de Paul Verhoeven (Hieronymus Mildner)
- 1942 : Rembrandt, de Hans Steinhoff
- 1944 : Junge Adler, d'Alfred Weidenmann (Bachus)

## Source
- (de) Cet article est partiellement ou en totalité issu de l’article de Wikipédia en allemand intitulé « Karl Dannemann » (voir la liste des auteurs).